# 2009 au Qatar
Cet article présente les faits marquants de l'année 2009 au Qatar.

## Évènements

### Janvier
- Jeudi 15 janvier 2009 : L'émir Hamad ben Khalifa Al-Thani, propose aux pays arabes de reconsidérer leurs relations avec Israël en raison du conflit de Gaza et de créer un Fonds de reconstruction de ce territoire palestinien auquel le Qatar verserait 250 millions de dollars. Mais, le secrétaire général de la Ligue arabe, Amr Moussa, indique que le quorum requis pour un sommet arabe extraordinaire, qui est de 15 pays, n'est toujours pas atteint, seuls 13 pays ayant donné leur accord pour y participer.

### Février
- Mardi 10 février 2009 : Début des pourparlers en vue d'une conférence de paix sur le Darfour entre le gouvernement de Khartoum et le Mouvement pour la justice et l'égalité (JEM), le plus actif des groupes rebelles de la province de l'ouest du Soudan. Le représentant du JEM, Gibril Ibrahim, pose comme conditions premières et de confiance, la participation de son mouvement au gouvernement central de Khartoum, le démantèlement des milices pro-gouvernementales au Darfour, la libération des prisonniers du JEM et la garantie d'une distribution sans difficulté de l'aide humanitaire. Il demande aussi que son mouvement puisse « conserver ses combattants au Darfour pendant une période transitoire avant un accord final qui permettrait de les intégrer dans les forces régulières ».

### Mars
- Jeudi 19 mars 2009 : Un tapis précieux orné de perlé, qui aurait été tissé en Inde il y a plus de cent ans, sur commande du maharajah de Baroda et destiné à orner la tombe du prophète de l'islam, Mahomet, est mis aux enchères. Le tapis est incrusté d'environ deux millions de perles naturelles du Golfe. Le maharajah est décédé avant que la donation soit faite et le tapis est resté dans sa famille.

- Dimanche 29 mars 2009 : Le président soudanais Omar Al-Bachir, sous le coup d'un mandat d'arrêt de la Cour pénale internationale (CPI), est arrivé à Doha, pour participer au sommet de la Ligue arabe. Il a été accueilli sur le tarmac de l'aéroport international par l'émir cheikh Hamad ben Khalifa Al-Thani. Un haut responsable des Nations unies a confirmé que le secrétaire général de l'organisation, Ban Ki-moon, assistera au sommet malgré la présence du président soudanais.

### Juin
- Mardi 16 juin 2009 : Le ministère de la Santé annonce les deux premiers cas de la grippe H1N1 : Un enfant néo-zélandais de deux ans arrivé d'Autriche et un Américain de deux ans et demi d'origine bangladaise en transit à l'aéroport de Doha.

- Lundi 22 juin 2009 : L'émir du Qatar, cheikh Hamad ben Khalifa Al-Thani, s'est entretenu avec le président français Nicolas Sarkozy au premier jour de sa visite d'État de trois jours en France. Le président Sarkozy a « rendu hommage au rôle très positif joué par le Qatar dans la région » et a souligné « son souhait de renforcer les relations bilatérales entre les deux pays », aussi bien en matière de défense que de coopération culturelle.

- Mercredi 24 juin 2009 : Le ministère de l'Intérieur annonce la saisie de stupéfiants — plus de 4 millions de capsules de captagon — pour une valeur marchande de 30,7 millions de dollars et l'arrestation de trafiquants membres d'un réseau international.

- Mardi 30 juin 2009 : Le naufrage d'un navire de commerce à l'entrée du canal de Doha fait 17 mort et 13 disparus sur les 35 membres d'équipage en majorité Indiens et Népalais.

### Juillet
- Jeudi 23 juillet 2009 : Le constructeur automobile allemand Volkswagen a annoncé qu'il prévoyait de racheter progressivement les activités automobiles de Porsche, son premier actionnaire, et de fusionner totalement les deux groupes. L'émirat du Qatar va acheter environ 17 % des options sur actions Volkswagen et prendre une participation dans Porsche, qui va lancer une augmentation de capital d'au moins 5 milliards d'euros.